# بخش رن
بخش رن (به فرانسوی: Arrondissement de Rennes) یک بخش در فرانسه است که در ایل-ا-ویلن واقع شده‌است.